# David van Orliens

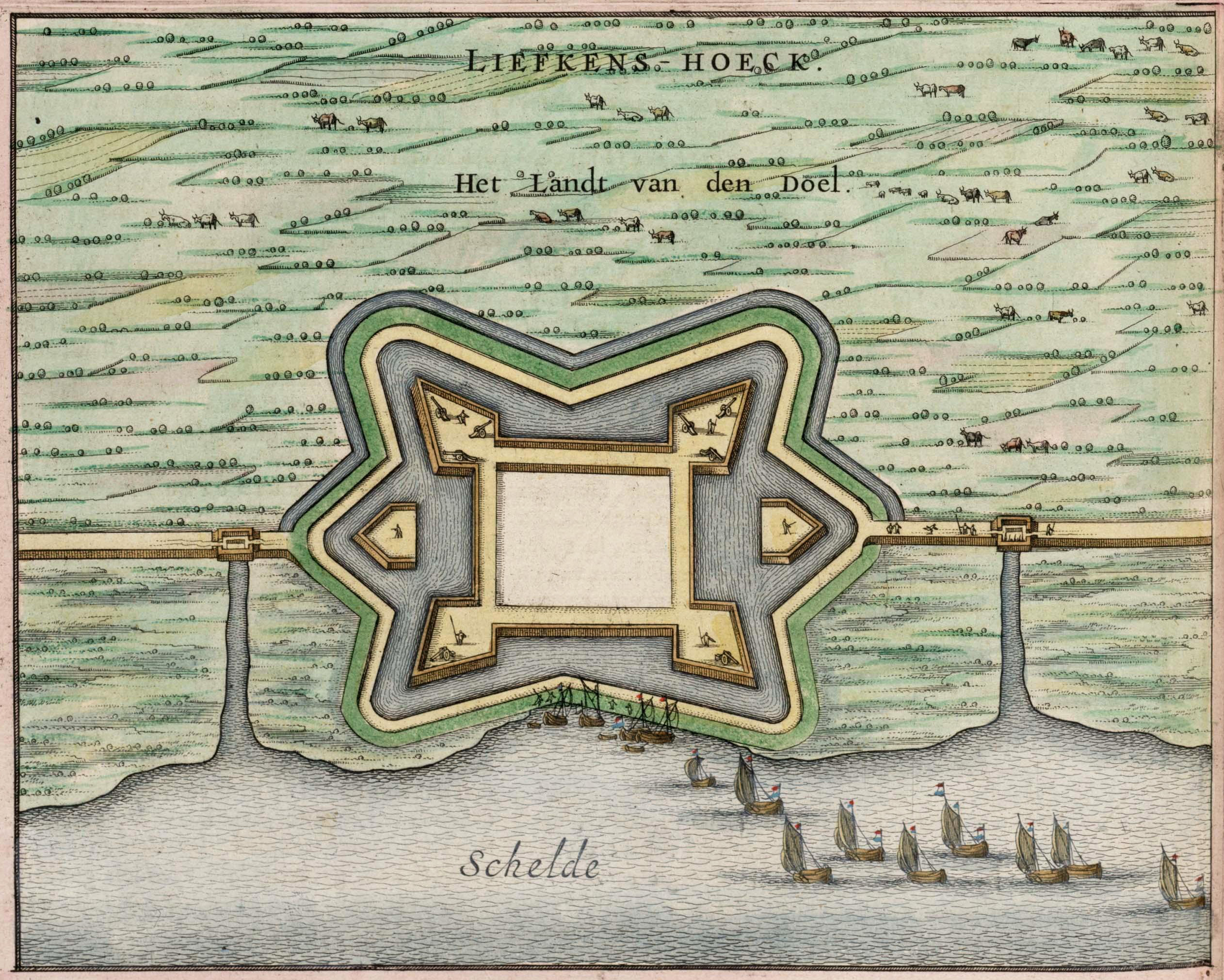
Fort Liefkenshoek an der Schelde, aus dem Atlas van Loon 1649

David van Orliens (* 1570; † 22. April 1652) war ein niederländischer Festungsingenieur im Dienst von Moritz von Oranien.
Er war 30 Jahre lang bis zu seinem Tod Hauptmann (Kapitein) im Dienste der Provinz Zeeland, Major der Stadt Sluis und Ingenieur. Er wurde im Chor der St. Janskerk von Sluis begraben, die nicht mehr existiert (Brand 1811, abgerissen 1823).
Er war mit Catharina Nicolaij (1587–1659) verheiratet.
Als Kollege von Simon Stevin (der auch eine Abhandlung über Festungsbau schrieb, Stercktenbouwinge 1594, das an der Ingenieursschule in Leiden benutzte maßgebliche Lehrbuch) besichtigte er mit ihm zum Beispiel 1599 die Befestigungen von Harderwijk, damals eine der wichtigsten Festungen Hollands (am Veluwemeer auf dem Weg nach Amsterdam). Stevin war häufig Berater, die eigentliche Arbeit wurde aber von anderen Ingenieuren wie zum Beispiel Orliens oder Adriaan Anthonisz erledigt. Von Orliens stammen die endgültigen Pläne der Befestigung von Deventer, deren Bau sich rund fünfzig Jahre hinzog. Sie war Teil eines Festungsrings, der ab den 1580er Jahren in den Niederlanden gebaut wurde.

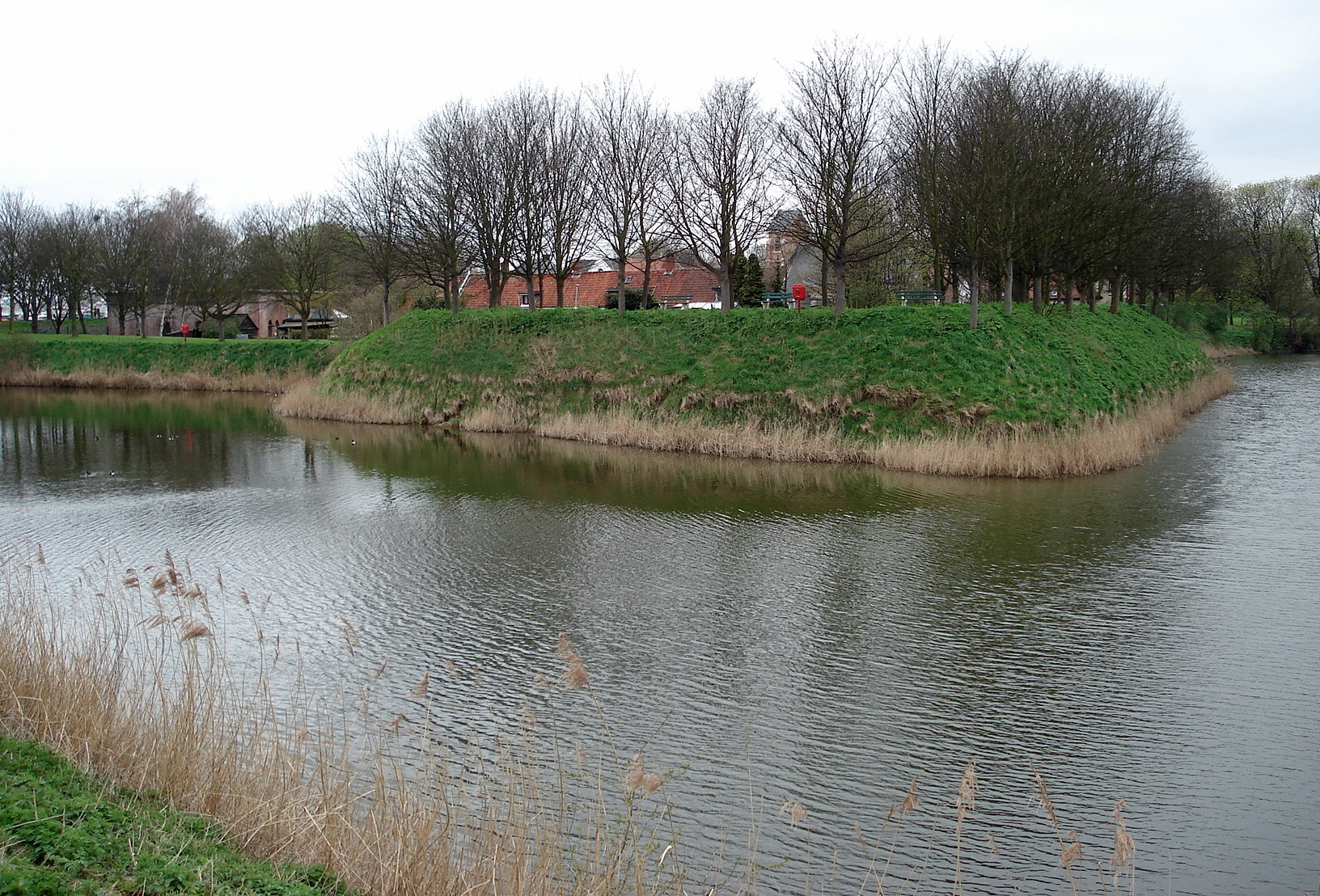
Fort Lillo

David van Orliens entwarf auch Anfang des 17. Jahrhunderts den Umbau der Festungen von Fort Liefkenshoek und Fort Lillo, die auf beiden Seiten der Schelde Antwerpen schützen sollten und von Moritz von Oranien zu diesem Zweck angelegt wurden. Als die Spanier 1585 Antwerpen eroberten blieben sie in niederländischer Hand (die Spanier umgingen sie und sperrten die Schelde mit zwei neuen Forts und einer Schiffsbrücke dazwischen, womit sie Antwerpen aushungerten) und wurden später weiter ausgebaut. Durch beide Forts konnte der Schiffsverkehr in der Schelde kontrolliert werden und Zölle erhoben werden. Das schadete Antwerpen und trug zum Aufstieg des Hafens von Amsterdam bei.

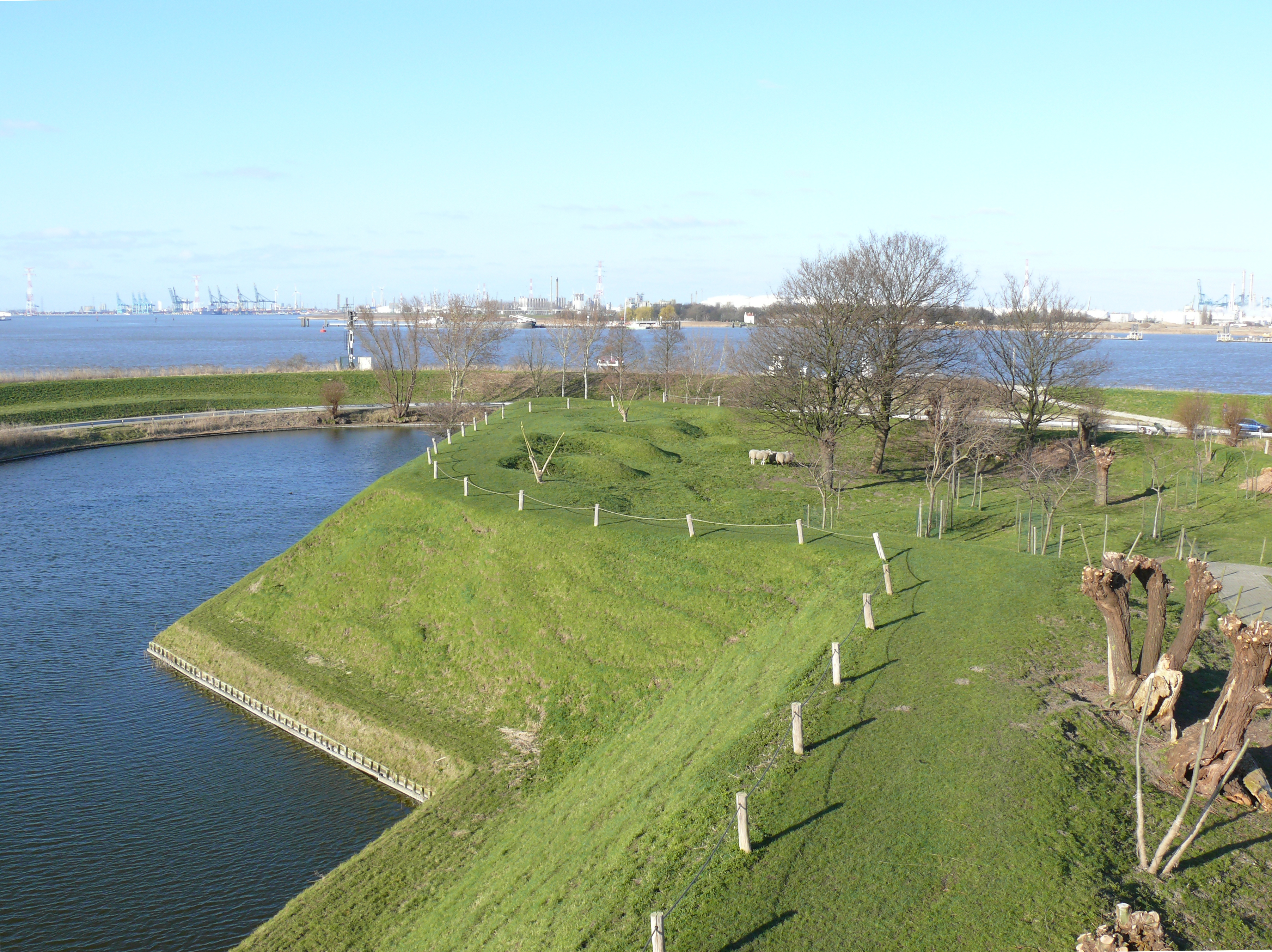
Fort Liefkenshoek